# اندسا

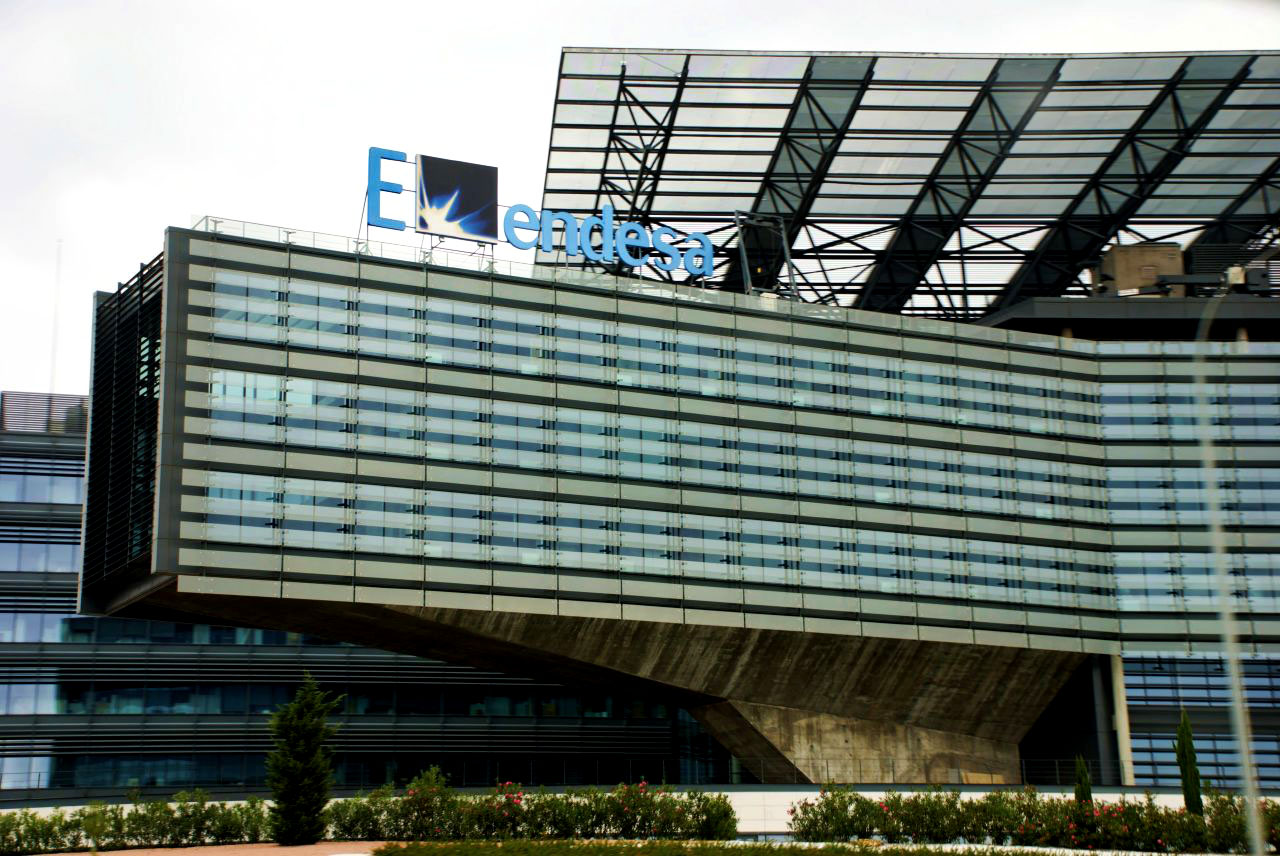
ساختمان مرکزی اندسا در شهر مادرید

اندسا (به اسپانیایی: Endesa) بزرگترین شرکت انتقال برق اسپانیا است. این شرکت یکی از شرکت‌های زیرمجموعه گروه ایتالیایی انل می‌باشد، که ظرفیت تولید برق سالانه‌ای بالغ بر ۹۷،۶۰۰ گیگاوات ساعت را به شبکه‌ای متشکل از ۱۰ میلیون مشتری در اسپانیا عرضه می‌دارد.
انرژی برق تولید شده توسط اندسا از طریق سوخت‌های هسته‌ای، سوخت‌های فسیلی، نیروی برق‌آبی و نیروگاه انرژی‌های تجدیدپذیر تأمین می‌گردد.
بخش بین‌المللی اندسا نیز دارای بیش از ۱۰ میلیون مشتری در سراسر آمریکای لاتین و اروپا بوده و تولید این بخش معادل ۸۰،۱۰۰ گیگاوات ساعت در سال اعلام شده‌است. در تاریخ ۳۱ دسامبر ۲۰۰۴ این شرکت مجموع کل مشتریان هر ۲ بخش خارجی و داخلی شرکت را بالغ بر ۲۲٫۲ میلیون مشترک اعلام کرد.
بزرگترین سهامداران شرکت اندسا شرکت انل (۶۷٫۰۵ درصد)، شرکت آکسیونا (۲۵٫۰۱ درصد) و بانکو بیلبائو (۲٫۹ درصد) می‌باشند.